# Субалтерн-офицер
Субалте́рн-офице́р (нем. Subalternoffizier, также субалтерн) — в некоторых армиях, в том числе и в армии Российской империи, общее название военнослужащих, состоящих на должностях младших офицеров роты, эскадрона, или батареи — то есть всех обер-офицеров, не командующих вышеперечисленными подразделениями и не занимающих должности в управлении войсковой части.
Также,
- Офицер в чине ниже капитанского в английской армии.
- Офицер в чине ниже командира роты в болгарской армии.
- В российском корпусе фельдъегерей в каждой из трёх рот было шесть субалтерн-офицеров (на 80 курьеров)[4].